# Cala Cimenti
Carlalberto Cimenti, detto Cala (Torino, 14 febbraio 1975 – Sauze di Cesana, 8 febbraio 2021), è stato un alpinista e scialpinista italiano.

## Biografia
Bambino prodigio dell'alpinismo, scalò a soli 12 anni il Monte Bianco, con l'aiuto del padre Charlie. Era ancora adolescente quando fu in cima all'Ojos del Salado, seconda vetta delle Ande dopo l'Aconcagua.
Laureato in Lettere con percorso storico-artistico presso l'Università di Torino, in gioventù praticò ciclismo agonistico su strada, salvo poi dedicarsi ad alpinismo e scialpinismo, oltreché a freeride e parapendio. Era responsabile del settore freeride del comprensorio sciistico di Prali in Val Germanasca, e testimonial di Ferrino, nota azienda torinese di attrezzature per la montagna.

### Carriera
Nel 2005 scalò il Cho Oyu, il suo primo Ottomila. Nella primavera del 2010 raggiunse la vetta dell'Ama Dablam, in solitaria e durante la stagione dei monsoni (andata e ritorno al campo base in 26 ore senza campi intermedi).
Nell'ottobre del 2011 realizzò la prima discesa non integrale italiana con gli sci dalla cima del Manaslu in Nepal, l'ottava montagna più alta della Terra, insieme all'alpinista e snowboarder Marco Galliano. Divenne inoltre il primo italiano a conquistare il prestigioso Premio Leopardo delle Nevi, avendo compiuto l'ascesa delle cinque montagne sopra i 7000 m dell'ex Urss tra il 2013 e l'estate del 2015. Nel maggio 2018 riuscì a salire in vetta al Laila Peak, un Seimila pakistano dalla caratteristica forma di lancia, per poi compiere la seconda discesa integrale della montagna con gli sci. Scalò inoltre nell'estate del 2019 il Nanga Parbat, uno degli Ottomila più difficili, scendendo poi nuovamente con gli sci ai piedi. Successivamente realizzò, impresa mai riuscita ad alcuno scalatore prima, l'ascesa del Gasherbrum VII (6955 m) sull'Himalaya attraverso una via diretta e in puro stile alpino: qui durante la discesa salvò la vita al suo compagno Francesco Cassardo.

### Morte
Cimenti morì pochi giorni prima del suo 46º compleanno, mentre sciava in Alta Val di Susa, travolto da una valanga in un canalone di Cima del Bosco, lungo il versante che scende sulla Valle Argentera, insieme a Patrick Negro, un suo amico di Pragelato. Dal 2018 era sposato con Erika Siffredi. Lasciò anche una figlia, Alice, nata nel 1997 da una relazione giovanile. 

## Pubblicazioni
- Sdraiato in cima al mondo, Sperling & Kupfer, 2020.